# 拔英乡
拔英乡，是中华人民共和国江西省赣州市瑞金市下辖的一个乡镇级行政单位。

## 行政区划
拔英乡下辖以下地区：
大富村、赤沙村、荣新村、新迳村、拔英村、邱坑村、红门村和高岭村。